# (34458) 2000 ST90
2000 ST90 (asteroide 34458) é um asteroide da cintura principal. Possui uma excentricidade de 0.13450530 e uma inclinação de 23.97829º.
Este asteroide foi descoberto no dia 22 de setembro de 2000 por LINEAR em Socorro.